# Приозерский район
Приозе́рский муниципа́льный райо́н — муниципальное образование в составе Ленинградской области.
Административный центр — город Приозерск.

## География
Территория Приозерского района — 3597,5 км².
Расположен в северной части Карельского перешейка, на западном берегу Ладожского озера.
Граничит:
- на севере — с Республикой Карелией (Лахденпохский район);
- на юге — со Всеволожским муниципальным районом;
- на западе — с Выборгским муниципальным районом.

С северо-востока территория района омывается водами Ладожского озера.
Расстояние от административного центра района до Санкт-Петербурга — 145 км.

## История
В 1940 году на территории современного Приозерского района, перешедшей к СССР от Финляндии после Советско-финской войны, были образованы Кексгольмский (Кякисалмский) район (9 июля) с центром в г. Кексгольм (Кякисалми) в составе Карело-Финской ССР и Раутовский район (16 мая) с центром в пос. Рауту в составе Ленинградской области.
24 ноября 1944 года Кексгольмский район в составе 12 сельсоветов был передан в состав Ленинградской области.
1 октября 1948 года Кексгольмский район был переименован в Приозерский, а Раутовский — в Сосновский.

«Протоколом № 12 заседания Президиума Верховного Совета РСФСР от 1 октября 1948 года в Указе о переименовании районов, городов, рабочих поселков и сельских Советов Ленинградской области д. № 741/2 в пункте 1 принято: Кексгольмский район переименовать в Приозерскии район и районный центр Кексгольм в город Приозерск»

9 декабря 1960 года Сосновский район был упразднён, в состав Приозерского района вошли 4 сельсовета упразднённого района. Таким образом, в составе района оказался рабочий посёлок Кузнечное и 12 сельсоветов: Богатырёвский, Борисовский, Громовский, Запорожский, Красноармейский, Кротовский, Ларионовский, Мельниковский, Отрадненский, Петровский, Приладожский, Сосновский.
С 1 февраля 1963 года по 12 января 1965 года район был упразднён, его территория входила в состав Выборгского района.
По данным 1973 года в состав района вошёл Мичуринский сельсовет, упразднены Кротовский и Приладожский сельсоветы.
По данным 1990 года упразднён Красноармейский сельсовет, образован Ромашкинский сельсовет.
18 января 1994 года постановлением главы администрации Ленинградской области № 10 «Об изменениях административно-территориального устройства районов Ленинградской области» изменено название административно-территориальной единицы «сельсовет» на исторически традиционное наименование административно-территориальной единицы России «волость», таким образом в составе района организовано 12 волостей (из состава Мичуринского сельсовета выделена Красноозёрная волость).
С 1 января 2006 года в соответствии с областным законом № 50-оз от 1 сентября 2004 года «Об установлении границ и наделении соответствующим статусом муниципального образования Приозерский муниципальный район и муниципальных образований в его составе» в составе района образованы 2 городских и 12 сельских поселений (Борисовская волость преобразована в Раздольевское сельское поселение, Богатырёвская — в Севастьяновское сельское поселение), город Приозерск вошёл в состав района как Приозерское городское поселение.

## Население
| 1959    | 1970    | 1979    | 1989    | 2002    | 2006    | 2009    | 2010    | 2011    |
| ------- | ------- | ------- | ------- | ------- | ------- | ------- | ------- | ------- |
| 20 448  | ↗33 525 | ↗37 124 | ↗40 231 | ↗42 859 | ↗61 300 | ↘59 407 | ↗62 193 | ↗62 284 |
| 2012    | 2013    | 2014    | 2015    | 2016    | 2017    | 2018    | 2019    | 2020    |
| ↗62 662 | ↗63 157 | ↘62 834 | ↗63 041 | ↘62 595 | ↘62 039 | ↘61 702 | ↘61 028 | ↘60 351 |
| 2021    | 2023    | 2024    | 2025    |         |         |         |         |         |
| ↘57 597 | ↘57 047 | ↘56 730 | ↘56 395 |         |         |         |         |         |

Примечания. Рост численности населения по переписи 1970 года объясняется включением в состав района Сосновского района (13 516 человек на 1959 год).
Рост численности населения по переписи 2010 года объясняется включением в состав района города Приозерска (18 933 человек по переписи 2010 года).

### Урбанизация
В городских условиях (город Приозерск и пгт Кузнечное) проживают 38,56 % населения района.

### Национальный состав
По итогам переписи населения 2020 года проживали следующие национальности (национальности менее 0,1 % и другое, см. в сноске к строке «Другие»):
| Национальность | Численность, чел. | Доля     |
| -------------- | ----------------- | -------- |
| Русские        | 50 736            | 88,09 %  |
| Украинцы       | 622               | 1,08 %   |
| Белорусы       | 290               | 0,50 %   |
| Татары         | 221               | 0,38 %   |
| Узбеки         | 182               | 0,32 %   |
| Армяне         | 175               | 0,30 %   |
| Таджики        | 110               | 0,19 %   |
| Азербайджанцы  | 81                | 0,14 %   |
| Молдаване      | 61                | 0,11 %   |
| Другие         | 5119              | 8,89 %   |
| Итого          | 57 597            | 100,00 % |

## Муниципально-территориальное устройство
Приозерский муниципальный район как административно-территориальная единица делится на 14 поселений.
В район входят два городских и 12 сельских поселений:
| №  | Поселение                          | Административный центр      | Количество населённых пунктов | Население (чел.) | Площадь (км²) |
| -- | ---------------------------------- | --------------------------- | ----------------------------- | ---------------- | ------------- |
| 1  | Кузнечнинское городское поселение  | городской посёлок Кузнечное | 2                             | ↘3828            | 35,00         |
| 2  | Приозерское городское поселение    | город Приозерск             | 4                             | ↘18 217          | 41,82         |
| 3  | Громовское сельское поселение      | посёлок Громово             | 12                            | ↘2119            | 399,00        |
| 4  | Запорожское сельское поселение     | посёлок Запорожское         | 7                             | ↗2780            | 297,00        |
| 5  | Красноозёрное сельское поселение   | деревня Красноозёрное       | 5                             | ↗1051            | 245,87        |
| 6  | Ларионовское сельское поселение    | посёлок Ларионово           | 12                            | ↘2644            | 436,00        |
| 7  | Мельниковское сельское поселение   | посёлок Мельниково          | 8                             | ↘2272            | 350,00        |
| 8  | Мичуринское сельское поселение     | посёлок Мичуринское         | 2                             | ↘1764            | 35,00         |
| 9  | Петровское сельское поселение      | посёлок Петровское          | 6                             | ↗1965            | 200,00        |
| 10 | Плодовское сельское поселение      | посёлок Плодовое            | 12                            | ↘2732            | 256,77        |
| 11 | Раздольевское сельское поселение   | деревня Раздолье            | 5                             | ↗1595            | 292,58        |
| 12 | Ромашкинское сельское поселение    | посёлок Ромашки             | 10                            | ↘6478            | 389,99        |
| 13 | Севастьяновское сельское поселение | посёлок Севастьяново        | 9                             | ↘716             | 375,00        |
| 14 | Сосновское сельское поселение      | посёлок Сосново             | 9                             | ↗8224            | 243,00        |

## Населённые пункты
Распределение населения района:
 Приозерск (31,78 %) Сосново (9,56 %) Кузнечное (6,78 %) Сапёрное (5,57 %) Запорожское  (3,84 %) Остальные (42,47 %)
В Приозерском районе насчитывается 103 населённых пункта.
| №   | Населённый пункт  | Тип                           | Население | Муниципальное образование          |
| --- | ----------------- | ----------------------------- | --------- | ---------------------------------- |
| 1   | Беличье           | посёлок                       | ↗18       | Ларионовское сельское поселение    |
| 2   | Бережок           | деревня                       | →43       | Раздольевское сельское поселение   |
| 3   | Берёзово          | посёлок                       | ↘13       | Севастьяновское сельское поселение |
| 4   | Богатыри          | посёлок                       | ↗60       | Севастьяновское сельское поселение |
| 5   | Бойцово           | посёлок                       | ↗5        | Ларионовское сельское поселение    |
| 6   | Борисово          | деревня                       | →105      | Раздольевское сельское поселение   |
| 7   | Боровое           | посёлок                       | ↗3        | Кузнечнинское городское поселение  |
| 8   | Бригадное         | посёлок                       | →68       | Приозерское городское поселение    |
| 9   | Бурнево           | посёлок                       | →12       | Приозерское городское поселение    |
| 10  | Быково            | посёлок                       | ↗32       | Мельниковское сельское поселение   |
| 11  | Варшко            | деревня                       | ↘50       | Петровское сельское поселение      |
| 12  | Васильево         | деревня                       | →7        | Красноозёрное сельское поселение   |
| 13  | Васильево         | посёлок                       | ↗66       | Мельниковское сельское поселение   |
| 14  | Веснино           | посёлок                       | ↗98       | Плодовское сельское поселение      |
| 15  | Владимировка      | посёлок                       | ↘140      | Громовское сельское поселение      |
| 16  | Горы              | посёлок                       | ↘34       | Мельниковское сельское поселение   |
| 17  | Гранитное         | посёлок                       | ↘1        | Севастьяновское сельское поселение |
| 18  | Гречухино         | посёлок                       | ↗7        | Громовское сельское поселение      |
| 19  | Громово           | посёлок                       | ↗787      | Громовское сельское поселение      |
| 20  | Громово           | посёлок ж.д. станции          | ↗1261     | Громовское сельское поселение      |
| 21  | Денисово          | посёлок                       | ↗161      | Запорожское сельское поселение     |
| 22  | Заветное          | посёлок                       | ↘0        | Севастьяновское сельское поселение |
| 23  | Замостье          | деревня                       | ↘7        | Запорожское сельское поселение     |
| 24  | Заостровье        | посёлок                       | ↗27       | Ларионовское сельское поселение    |
| 25  | Запорожское       | посёлок                       | ↘2165     | Запорожское сельское поселение     |
| 26  | Иваново           | деревня                       | ↘10       | Сосновское сельское поселение      |
| 27  | Коверино          | посёлок                       | ↘3        | Мельниковское сельское поселение   |
| 28  | Колосково         | посёлок                       | ↘8        | Сосновское сельское поселение      |
| 29  | Коммунары         | посёлок                       | ↘969      | Ларионовское сельское поселение    |
| 30  | Красноармейское   | посёлок                       | ↘54       | Громовское сельское поселение      |
| 31  | Красное           | посёлок                       | ↘5        | Плодовское сельское поселение      |
| 32  | Красноозёрное     | деревня                       | ↗951      | Красноозёрное сельское поселение   |
| 33  | Кривко            | деревня                       | ↗1550     | Сосновское сельское поселение      |
| 34  | Кротово           | посёлок                       | ↘77       | Ларионовское сельское поселение    |
| 35  | Крутая Гора       | деревня                       | ↗52       | Раздольевское сельское поселение   |
| 36  | Кузнечное         | городской посёлок             | ↘3825     | Кузнечнинское городское поселение  |
| 37  | Кутузовское       | посёлок                       | ↘28       | Плодовское сельское поселение      |
| 38  | Кучерово          | деревня                       | ↘9        | Раздольевское сельское поселение   |
| 39  | Ларионово         | посёлок                       | ↗595      | Ларионовское сельское поселение    |
| 40  | Лосево            | посёлок ж.д. станции          | ↘183      | Ромашкинское сельское поселение    |
| 41  | Лососёво          | посёлок                       | ↘17       | Ромашкинское сельское поселение    |
| 42  | Луговое           | посёлок                       | ↗139      | Запорожское сельское поселение     |
| 43  | Малая Горка       | посёлок                       | ↗15       | Плодовское сельское поселение      |
| 44  | Марьино           | посёлок                       | →10       | Ларионовское сельское поселение    |
| 45  | Мельниково        | посёлок                       | →1700     | Мельниковское сельское поселение   |
| 46  | Мельничные Ручьи  | посёлок                       | →32       | Плодовское сельское поселение      |
| 47  | Мичуринское       | посёлок                       | ↗1849     | Мичуринское сельское поселение     |
| 48  | Моторное          | посёлок                       | ↘276      | Ларионовское сельское поселение    |
| 49  | Мыс               | посёлок                       | ↘1        | Ромашкинское сельское поселение    |
| 50  | Новая Деревня     | посёлок                       | ↗154      | Ромашкинское сельское поселение    |
| 51  | Новинка           | посёлок                       | ↗16       | Громовское сельское поселение      |
| 52  | Новожилово        | деревня                       | ↗30       | Сосновское сельское поселение      |
| 53  | Овраги            | деревня                       | ↗43       | Петровское сельское поселение      |
| 54  | Ольховка          | деревня                       | ↘90       | Петровское сельское поселение      |
| 55  | Орехово           | деревня                       | ↗16       | Сосновское сельское поселение      |
| 56  | Орехово           | посёлок ж.д. станции          | ↘40       | Сосновское сельское поселение      |
| 57  | Отрадное          | посёлок ж.д. станции          | ↘62       | Плодовское сельское поселение      |
| 58  | Пески             | посёлок                       | ↘3        | Запорожское сельское поселение     |
| 59  | Петриченко        | деревня                       | ↘3        | Мичуринское сельское поселение     |
| 60  | Петровское        | посёлок                       | ↗1390     | Петровское сельское поселение      |
| 61  | Петяярви          | посёлок ж.д. станции          | ↘86       | Петровское сельское поселение      |
| 62  | Платформа 69-й км | посёлок                       | ↗380      | Сосновское сельское поселение      |
| 63  | Плодовое          | посёлок                       | ↗1723     | Плодовское сельское поселение      |
| 64  | Понтонное         | посёлок                       | ↗458      | Ромашкинское сельское поселение    |
| 65  | Портовое          | посёлок                       | ↗77       | Громовское сельское поселение      |
| 66  | Починок           | посёлок                       | ↗1136     | Ларионовское сельское поселение    |
| 67  | Приладожское      | посёлок                       | ↗56       | Громовское сельское поселение      |
| 68  | Приозерск         | город, административный центр | ↘17 920   | Приозерское городское поселение    |
| 69  | Проточное         | посёлок                       | ↘11       | Севастьяновское сельское поселение |
| 70  | Пятиречье         | посёлок                       | ↗251      | Запорожское сельское поселение     |
| 71  | Раздолье          | деревня                       | ↗1454     | Раздольевское сельское поселение   |
| 72  | Речное            | посёлок                       | ↘19       | Ромашкинское сельское поселение    |
| 73  | Ромашки           | посёлок                       | ↗1393     | Ромашкинское сельское поселение    |
| 74  | Сапёрное          | посёлок                       | ↘3139     | Ромашкинское сельское поселение    |
| 75  | Светлое           | деревня                       | ↘125      | Красноозёрное сельское поселение   |
| 76  | Севастьяново      | посёлок                       | ↘633      | Севастьяновское сельское поселение |
| 77  | Силино            | деревня                       | ↘26       | Красноозёрное сельское поселение   |
| 78  | Синёво            | посёлок                       | ↘89       | Ларионовское сельское поселение    |
| 79  | Славянка          | посёлок                       | ↗6        | Громовское сельское поселение      |
| 80  | Снегирёвка        | деревня                       | ↗1900     | Сосновское сельское поселение      |
| 81  | Солнечное         | посёлок                       | ↘131      | Плодовское сельское поселение      |
| 82  | Соловьёвка        | посёлок                       | ↗237      | Плодовское сельское поселение      |
| 83  | Соловьёво         | посёлок                       | ↗5        | Громовское сельское поселение      |
| 84  | Сосново           | посёлок                       | ↘5391     | Сосновское сельское поселение      |
| 85  | Степанянское      | посёлок                       | ↘0        | Севастьяновское сельское поселение |
| 86  | Сторожевое        | посёлок                       | ↘240      | Приозерское городское поселение    |
| 87  | Студёное          | посёлок                       | ↗55       | Мельниковское сельское поселение   |
| 88  | Судаково          | посёлок                       | ↗56       | Ларионовское сельское поселение    |
| 89  | Суходолье         | посёлок                       | ↗1972     | Ромашкинское сельское поселение    |
| 90  | Торфяное          | посёлок                       | ↘112      | Мельниковское сельское поселение   |
| 91  | Тракторное        | посёлок                       | ↗381      | Плодовское сельское поселение      |
| 92  | Удальцово         | деревня                       | ↘57       | Запорожское сельское поселение     |
| 93  | Уральское         | посёлок                       | ↗33       | Плодовское сельское поселение      |
| 94  | Хвойное           | деревня                       | ↘32       | Мельниковское сельское поселение   |
| 95  | Цветково          | посёлок                       | ↘15       | Плодовское сельское поселение      |
| 96  | Черёмухино        | посёлок                       | ↗36       | Громовское сельское поселение      |
| 97  | Четверяково       | деревня                       | ↗17       | Красноозёрное сельское поселение   |
| 98  | Шумилово          | посёлок                       | ↗57       | Ромашкинское сельское поселение    |
| 99  | Шушино            | посёлок                       | ↘21       | Севастьяновское сельское поселение |
| 100 | Яблоновка         | посёлок                       | ↘43       | Громовское сельское поселение      |
| 101 | Ягодное           | деревня                       | ↘86       | Петровское сельское поселение      |
| 102 | Яркое             | посёлок                       | ↗26       | Ларионовское сельское поселение    |
| 103 | Яровое            | посёлок                       | ↘5        | Севастьяновское сельское поселение |

### Упразднённые населённые пункты
28 декабря 2004 года в связи с отсутствием жителей были упразднены деревня Колокольцево и посёлок Краснополье.

## Местное самоуправление
Местное самоуправление в Приозерском районе организовано согласно уставу. Структуру органов местного самоуправления составляют Совет депутатов, глава муниципального района, администрация, комитет финансов и комитет социальной защиты населения.
Совет депутатов Приозерского района — представительный орган, состоящий из 28 депутатов:
- 14 депутатов — главы четырнадцати муниципальных образований, входящих в состав Приозерского района
- 14 депутатов — по одному депутату от каждого из четырнадцати муниципальных образований; избираются представительными органами муниципальных образований из своего состава[39].

Срок полномочий Совета депутатов составляет пять лет.
Глава Приозерского района избирается Советом депутатов из своего состава, является высшим должностным лицом района и исполняет полномочия председателя Совета. В сентябре 2014 года главой района был избран Мыльников Владимир Юрьевич (1976 г.р.).
Администрация района является исполнительно-распорядительным органом, занимается решением вопросов местного значения и наделена полномочиями для осуществления отдельных государственных полномочий переданных органам местного самоуправления муниципального района федеральными законами и законами Ленинградской области. Администрацией руководит глава администрации, который назначается на должность по контракту по результатам конкурса. Условия контракта и порядок проведения конкурса определяются Советом депутатов. Контракт заключается на пять лет. Главой администрации является Соклаков Александр Николаевич.
Комитет финансов наделен правами юридического лица и осуществляет полномочия в сфере бюджетно-финансовых отношений муниципального района.
Комитет социальной защиты населения также является юридическим лицом, осуществляет полномочия в сфере социальной защиты населения муниципального района.

## Экономика
Приозерск — главный экономический центр Приозерского района.

## Транспорт
По территории района проходят автомобильные дороги:
- А121 «Сортавала» (Санкт-Петербург — Сортавала — автомобильная дорога Р-21 «Кола»)
- 41К-012 (Санкт-Петербург — Приозерск)
- 41К-017 (Пески — Подгорье)
- 41К-024 (Среднегорье — ур. Топольки)
- 41А-025 (Ушково — Пятиречье)
- 41К-029 (подъезд к деревне Красноозёрное)
- 41А-082 (Зеленогорск — Приморск — Выборг)
- 41К-083 (Молодёжное — Верхнее Черкасово)
- 41К-092 (Высокое — Синицино)
- 41К-151 (подъезд к посёлку Пчёлино)
- 41К-152 (подъезд к посёлку Пчёлино)
- 41К-153 (Сапёрное — Кузнечное)
- 41К-154 (Торфяное — Заостровье)
- 41К-155 (ст. Громово — паромная переправа)
- 41К-156 (Мельничные Ручьи — Приладожское)
- 41К-157 (Громово — Яблоновка)
- 41К-158 (Котово — Мичуринское)
- 41К-159 (подъезд к дер. Ягодное)
- 41К-185 (Комсомольское — Приозерск)
- 41К-207 (Выборг — Смирново)
- 41К-258 (подъезд к д. Соловьёвка)
- 41К-259 (Коммунары — Малая Горка)
- 41К-261 (Орехово — Петяярви)
- 41К-262 (Сапёрное — Мельниково)
- 41К-264 (подъезд к дер. Бережок)
- 41К-413 (Селезнёво — Лужайка)
- 41К-753 (подъезд к дер. Горы)
- 41К-754 (подъезд к пос. Шушино)
- 41К-755 (подъезд к дер. Новожилово)
- 41К-757 (Петровское — Ольховка)
- 41К-761 (Севастьяново — Яровое)
- 41К-762 (подъезд к пос. Проточное)
- 41К-763 (подъезд к дер. Хвойное)